# سیت‌حاتحور
| O10 | G39 · X1 |

| O10 | G39 · X1 |

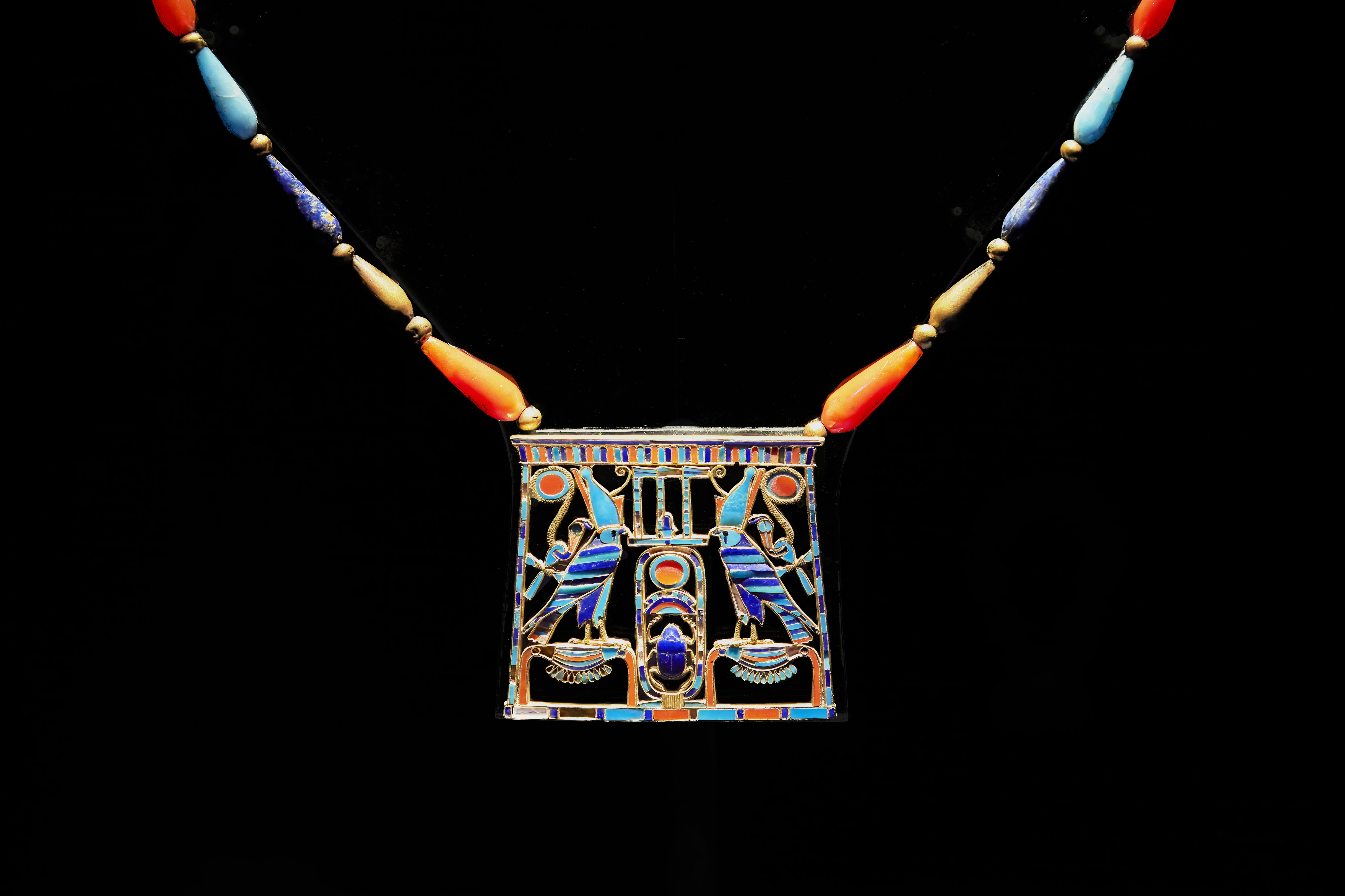
نمای نزدیک از سینه‌‌ریز نفیس سیت‌حاتحور.

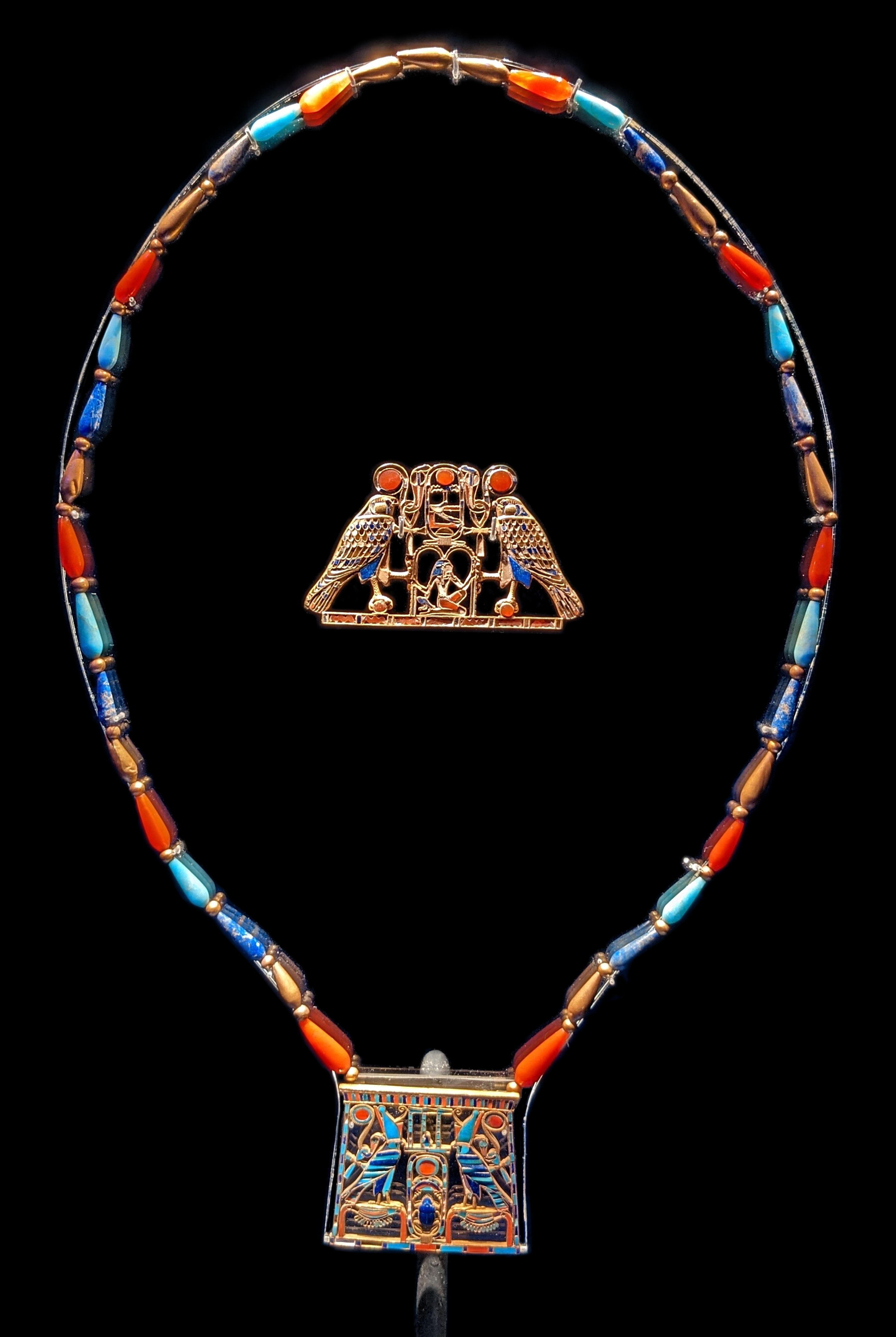
سینه‌ریز سیت‌حاتحور با نام سنوسرت دوم.

سیت‌حاتحور (انگلیسی: Sithathor؛ به‌معنای «دختر حاتحور») شاهدختی از مصر باستان بود که عنوان «دختر پادشاه» را داشت. او تنها از طریق آرامگاهش در دهشور شناخته شده است. در کنار هرم فرعون سنوسرت سوم راهروهای زیرزمینی‌ای به‌عنوان محل دفن زنان سلطنتی کشف شد. بیشتر این آرامگاه‌ها پیش‌تر غارت شده بودند، اما دو جعبه جواهرات از چشم دزدان پنهان مانده بود. هر دو جعبه حاوی مجموعه‌ای بی‌نظیر از زیورآلات بودند که به‌عنوان «گنجینه اول» و «گنجینه دوم دهشور» شناخته شدند.
گنجینه اول در تاریخ ۶ مارس ۱۸۹۴ کشف شد و به احتمال زیاد متعلق به سیت‌حاتحور بوده است. چندین اسکراب با نام او در این گنجینه یافت شده است. این گنجینه شامل یک گردنبند (سینه‌ریز) با نام‌های پادشاه سنوسرت دوم بود که از شاهکارهای زرگری مصر باستان به‌شمار می‌رود. از دیگر اشیای این گنجینه می‌توان به صدف‌های طلایی، دستبندهای طلا، یک آینه، و چندین گلدان سنگی اشاره کرد.
در خارج از آرامگاهش، اطلاعات موثقی از سیت‌حاتحور در دست نیست. احتمال دارد او دختر سنوسرت سوم بوده باشد، اما محتمل‌تر آن است که دختر سنوسرت دوم بوده و به‌عنوان خواهر سنوسرت سوم در کنار مجموعه هرمی او به خاک سپرده شده است. جعبه جواهرات دیگر به شاهدختی به نام مررت (یا مِرِت) تعلق داشت.